# آئوگوستو آلگرو
آئوگوستو آلگرو (اسپانیایی: Augusto Algueró‎؛ ۲۳ فوریهٔ ۱۹۳۴ – ۱۶ ژانویهٔ ۲۰۱۱) موسیقی‌دان، تنظیم‌کننده، آهنگساز و رهبر ارکستر اهل اسپانیا بود.
از آثار او می‌توان به موسیقی قصه‌های تلویزیون و تجارت منع‌شده اشاره کرد.